# 巴克明斯特富勒烯
巴克明斯特富勒烯（英語：Buckminsterfullerene），分子式為C60，是富勒烯家族的一種，球狀分子，是最容易制备的一種，1985年英國化學家哈羅德·沃特爾·克羅托博士和美國科學家理察·斯莫利在萊斯大學製備出了第一種富勒烯。

## 发现
1985年，英国化学家哈罗德·沃特尔·克罗托博士和美国科学家理查德·斯莫利等人在萊斯大學於氦气流中以激光汽化蒸发石墨实验中首次制得由60个碳组成的碳原子簇结构分子「C60」。为此，克罗托博士获得1996年度诺贝尔化学奖。在1990年前，关于富勒烯的研究都集中于理论研究，因为没有足量的富勒烯用于实验，直到1990年后，Kriischmer等人第一次报道了大量合成C60的方法，才使得C60的研究得以大量展开。因为这个分子与建筑学家巴克明斯特·富勒设计的1967年世界博览会美国馆球形圆顶薄壳建筑很相似，为了表达对他的敬意，将其命名为「巴克明斯特·富勒烯」（buckminster fullerene），暱稱「巴克球」（buckyball）。

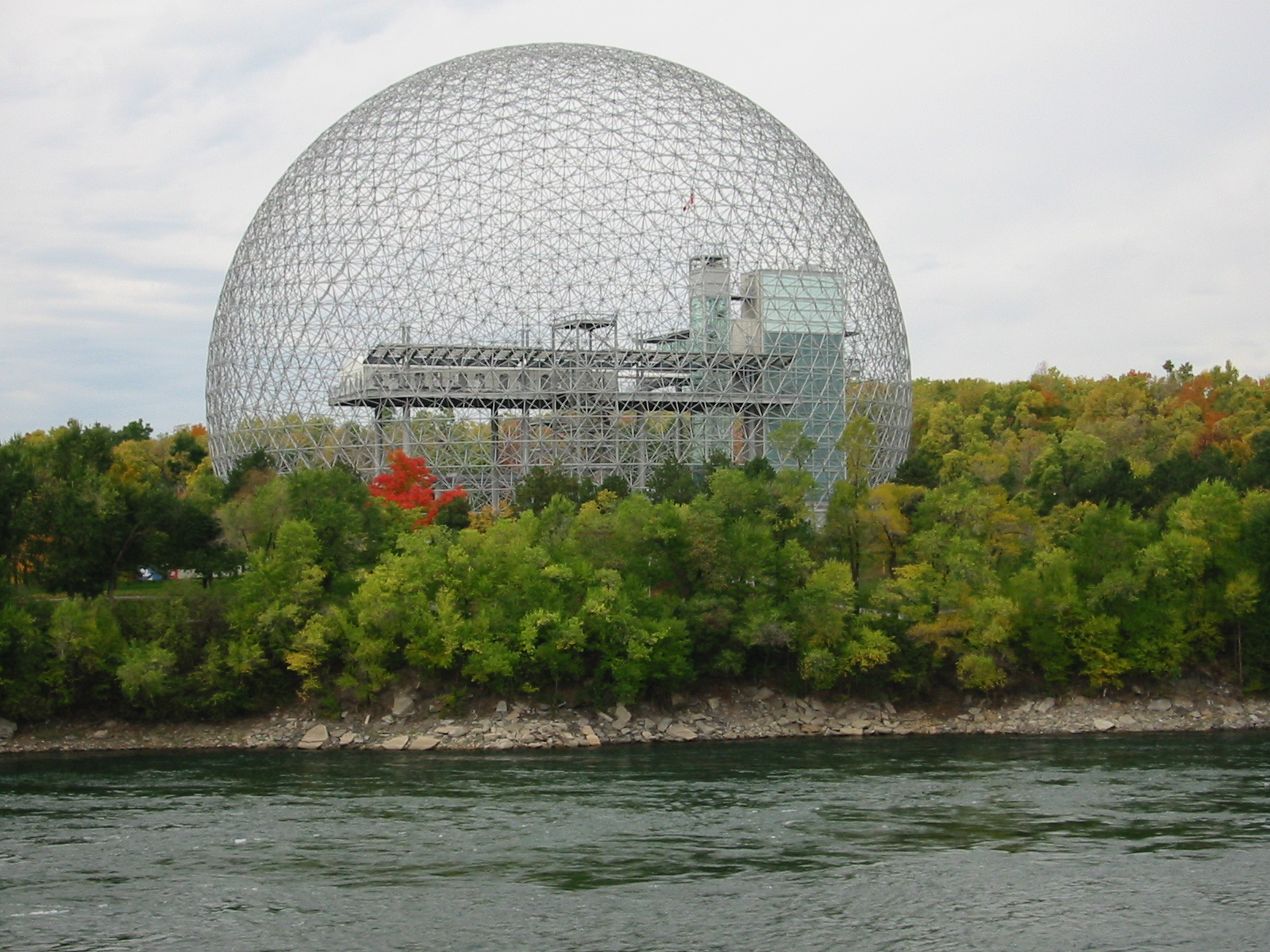
建筑学家理查德·巴克明斯特·富勒设计的美国万国博览馆球形圆顶薄壳建筑
C60的旋转视图
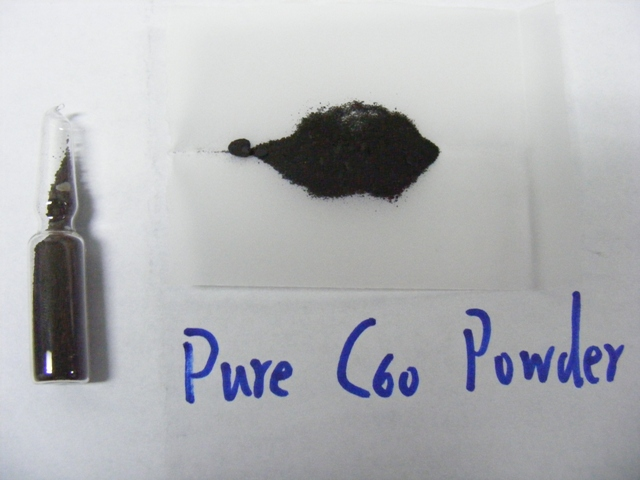
C60粉末

## 結構

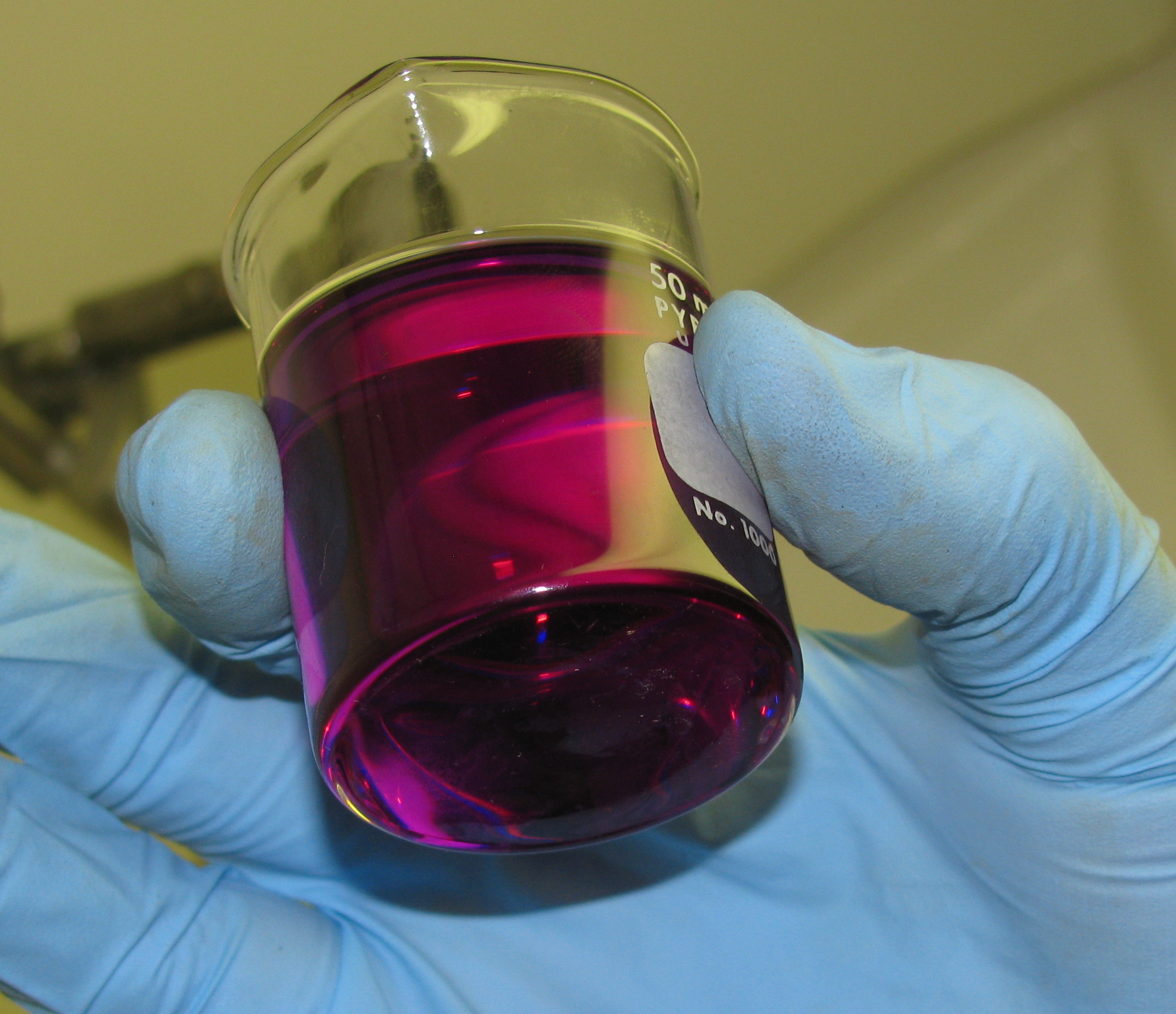
巴克明斯特富勒烯的苯溶液

後來通過質譜分析、X射線分析後證明，C60的分子結構的確為截角二十面体，它是由60個碳原子以20個六員環和12個五員環連接而成的具有30個碳碳雙鍵（C=C）的足球狀空心對稱分子，所以，富勒烯也被稱為足球烯。
1991年，日本科學家飯島澄男另外發現管狀的富勒烯稱為「巴克管」（單壁的奈米碳管（SMNT），全世界最小的人工中空管，就是巴克管）。
在數學上，富勒烯的結構都是以五邊形和六邊形面組成的凸多面體。最小的富勒烯是C20，有正十二面體的構造。沒有22個頂點的富勒烯。之後都存在C2n的富勒烯，n = 12, 13, 14 ...。暫時有1812種富勒烯。
它是一系列含有多個碳原子的籠狀原子簇的總稱，其中最有名且最先發現的是碳六十分子（C60），它有個特別的名字：buckminster fullerene。所有富勒烯結構的五邊形個數為12個，六邊形個數為（n - 10）。

## 性质

### 物理性质

#### 密度
C60的密度大約为1.7g/cm3。

#### 溶解性

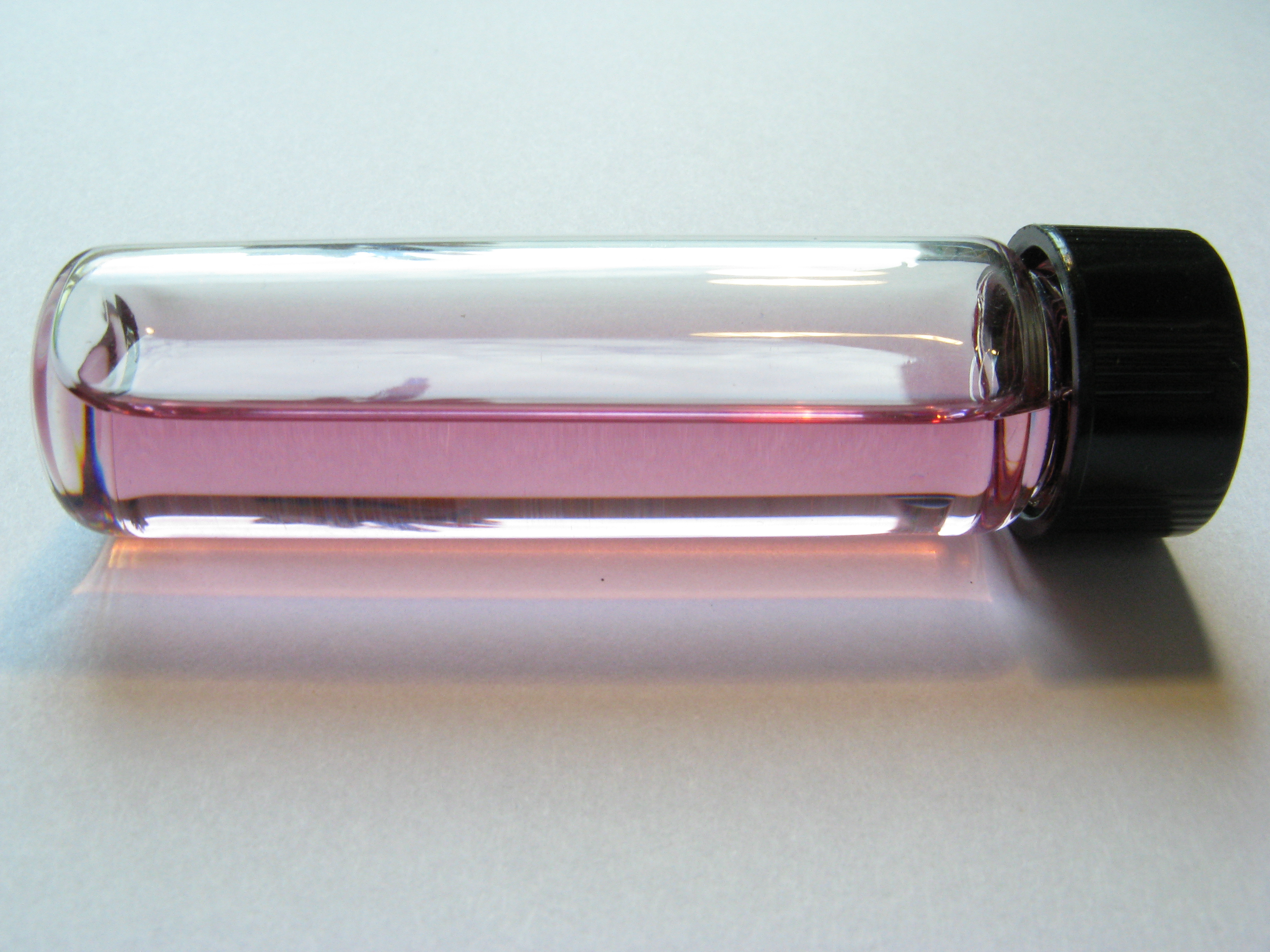
C_{60}溶液

C60在大部分溶剂中溶解性很差，通常用甲苯、氯苯或二硫化碳等芳香性溶剂溶解。纯富勒烯的溶液通常是紫色，浓度大则是紫红色。富勒烯是迄今发现的唯一在室温下溶于常规溶剂的碳同素异形体。
C60在一些溶剂的溶解度列于下表

1. 1-氯萘 (51 mg/mL)
2. 1-甲基萘 (33 mg/mL)
3. 1,2-二氯苯 (24 mg/mL)
4. 1,2,4-三氯苯 (18 mg/mL)
5. 四氢萘 (16 mg/mL)
6. 二硫化碳 (8 mg/mL)
7. 1,2,3-三溴丙烷 (8 mg/mL)
8. 溴仿 (5 mg/mL)
9. 异丙苯 (4 mg/mL)
10. 甲苯 (3 mg/mL)
11. 苯 (1.5 mg/mL)
12. 环己烷 (1.2 mg/mL)
13. 四氯化碳 (0.4 mg/mL)
14. 氯仿 (0.25 mg/mL)
15. 正己烷 (0.046 mg/mL)
16. 四氢呋喃 (0.006 mg/mL)
17. 乙腈 (0.004 mg/mL)
18. 甲醇 (0.000 04 mg/mL)
19. 水 (1.3×10−11 mg/mL)

## 另見
- 名稱獨特的化學物質列表